# 2024年聯合國氣候變化大會
2024年聯合國氣候變化大會是第29屆聯合國氣候變化綱要公約締約方大會（簡稱COP29），將於2024年11月11日至11月22日在亞塞拜然首都巴庫舉行。主席是亞塞拜然生態與自然資源部部長穆赫塔爾·巴巴耶夫（Mukhtar Babayev）。本次會議涵蓋三個國際公約締約國會議，包含《聯合國氣候變化框架公約》 第29次締約國會議、《京都議定書》第19次締約國會議（CMP19）及《巴黎協定》第6次締約國會議（CMA6）。
COP29的願景是「團結一致，建立綠色世界」：透過「增強雄心」及「推進行動」兩大支柱，來開展全球優先事項（如金融、貿易投資、能源、生物多樣性、永續發展、水、科技創新等）的相關行動。其中，「增強雄心」聚焦在制定明確計劃，透過雄心勃勃、全面且強力的國家自主貢獻（NDCs）、國家適應計劃（NAP） 與兩年期透明度報告（BTR），確保1.5°C氣溫目標觸手可及，並藉著更廣泛地參與國際合作，不讓任何人落後；「推進行動」則聚焦在氣候融資及新集體量化目標（NCQG），並讓各方合作實施《巴黎協定》第六條。綜整以上，COP29的主要優先事項有：1. 氣候融資和NCQG、2.全面實施《巴黎協定》 第六條、3. 「損失和損害」基金、4.讓「 適應」工作步入正軌。

## COP29氣候委員會

### 主席團
COP29候任主席穆赫塔爾·巴巴耶夫是亞塞拜然生態與自然資源部部長，曾擔任亞塞拜然共和國國家石油公司（SOCAR）的生態事務副總裁。首席談判員Yalchin Rafiyev是亞塞拜然外交部副部長，執行長Elnur Soltanov是亞塞拜然能源部副部長，營運首席Narmin Jarchalova 曾擔任COP28 亞塞拜然館的專案經理，聯合國氣候變遷高級別倡議員Nigar Arpadarai是亞塞拜然國民議會議員，青年氣候變遷倡議員Leyla Hasanova是不結盟運動青年組織主席。

### 成員
COP29氣候委員會原先由28位男性組成，在聯合國氣候變化綱要公約（UNFCCC）執行秘書克里斯蒂亞娜·菲格雷斯（ Christiana Figueres）等人提出批評後，改成29位男性和12位女性。

### 組委會
組委會主席Samir Nuriyev是亞塞拜然總統辦公室主任。

### 亞塞拜然綠色能源轉型倡議
亞塞拜然將致力於發展其可再生能源潛力，到2030年將可再生能源容量提高至30%，並多樣化發展現有的能源系統，諸如風力、水力、太陽能及綠氫，成為綠色能源領域的領導者。對於亞塞拜然計畫在2050年前減少溫室氣體排放40%而言，綠能是不可或缺的拼圖。

## 背景

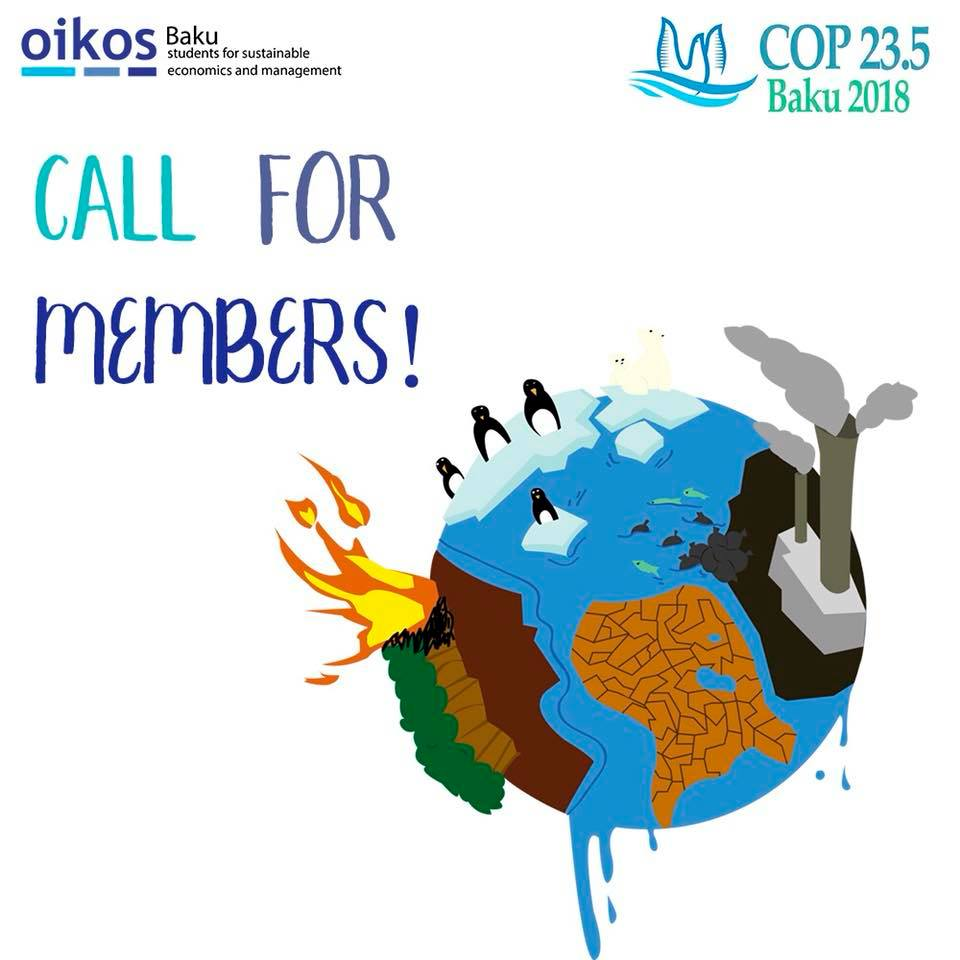
COP23.5 招募會員的海報

2018年，國際學生組織oikos巴庫分會舉辦了「模擬COP23.5」，是模擬聯合國的UNFCCC延伸版，期望能培養亞塞拜然的氣候變化領導者。30多位人員參加COP23.5，代表不同的國家進行討論。

## 會前準備
2024年3月21日，UNFCCC和國際能源署（IEA）宣布進行新階段的合作，以期推動COP28的能源承諾，將全球暖化限制在1.5°C。將聚焦在三個關鍵領域：1. 追蹤COP28首次全球盤點的能源相關成果，並在COP29前發表報告；2. 讓對齊1.5°C目標的能源轉型行動可以達成共識；3. 支持《巴黎協定》下一輪的國家自主貢獻。IEA隨後陸續發布報告追蹤COP28進展，例如2024年9月的《從盤點到行動：如何實現COP28的能源目標》就分析了COP28得出的全球能源轉型目標，並探討如果完全實現目標，對全球能源系統及排放的潛在影響，同時討論了投資清潔能源的挑戰、下一輪國家排放目標的關鍵作用，以及繼續推動COP28目標之多邊合作的重要性等。

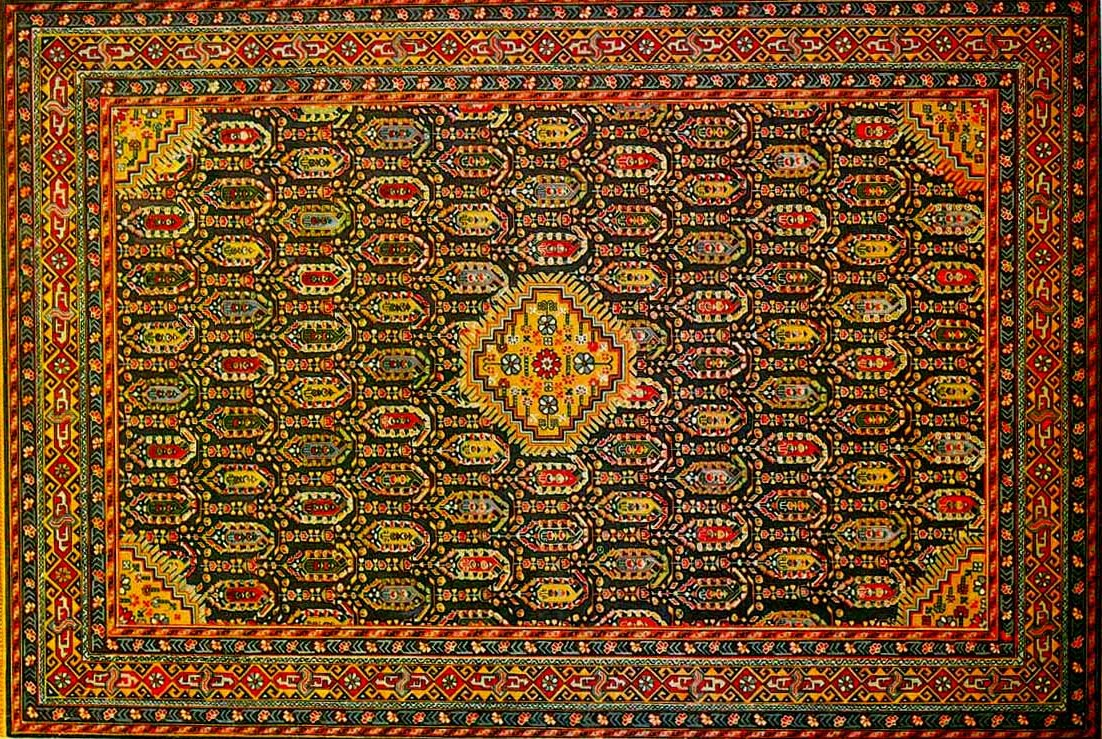
18世紀巴库的「花朵布塔」亞塞拜然地毯

2024年4月15日，亞塞拜然總統伊利哈姆·阿利耶夫邀請約旦國王阿布杜拉二世出席COP29。同日，COP29主席團舉行了首次新聞發布會。主席穆赫塔爾·巴巴耶夫說亞塞拜然有決心解決氣候變化問題，包括將綠色轉型視為國家優先事項、加入全球甲烷承諾、預計在2030年前由可再生能源提供30%電力、2030年減少溫室氣體排放35%（以1990年為基準）等目標，同時必須正視裏海周邊沙漠化、水質汙染、河川水位及海平面下降等問題，共同推動「裏海倡議」。會上並宣布COP29主場館為巴庫奧林匹克體育場，同時發表COP29圖標：融合了布塔（buta）圖紋、葉子及水滴符號，代表動植物、空氣與風、水、能源以及宇宙等元素，既肯定自然資源的重要，也認可生態的脆弱以及亞塞拜然豐富的文化遺產，以彰顯主辦國的多層面倡議。

高加索政治形勢圖

2024年4月23日，位於巴庫的ADA大學主辦了「COP29與亞塞拜然之綠色願景國際論壇」，伊利哈姆·阿利耶夫出席並表示：亞塞拜然能舉辦COP29是國際社會的尊重及支持；由於石油製品佔該國出口總值的80%，希望能創造協同效應並採取漸進的方式來兼顧綠色能源與化石燃料。此外，也提及南高加索三國（亞塞拜然、亞美尼亞及喬治亞）的地緣政治問題，期待彼此能加強合作並在COP29前達成協議。
2024年5月2日，吐瓦魯參加了大英國協舉辦的氣候融資談判培訓，為參加COP29做準備；由大英國協氣候融資媒合中心（CCFAH）提供專業知識，以利取得氣候融資來撐持土地復墾計畫，並增強小島嶼國家抵禦氣候變遷的能力。
2024年5月29日聯合國氣候變遷執行秘書處發表〈致締約國及觀察員的聯合國氣候變遷2024年第一季更新資訊〉，文中提及執行秘書Simon Stiell曾前往亞塞拜然巴庫與即將上任的COP29主席會面，強調在2050年、2030年以及未來幾年內等時間點皆須透過科學和合作來實現目標，肯定COP28通過之全球盤點協議的重要性；文中還提到UN在建立全球碳市場、 推動性別平等與氣候行動、BTR報告工具和培訓、適應計劃和資金支持與氣候資金挑戰和新承諾的相關方面的努力與看見，為COP29鋪路。
2024年6月波恩氣候變遷會議（SB60），締約方的進展有：簡化了NCQG目標的內容，但是明確選項及決定草案的實質框架必須在COP29之前敲定；採取步驟制定前瞻的、有效且科學合理的適應指標；在建立更好運作的國際碳市場方面有所進展，但還有後續工作要做；提高透明度，並相互支持規劃更強力的氣候行動計畫。此外，《巴黎協定》第六條雖然進展有限（例如國際碳信用市場的額度、碳信用額體系的組成以及其他相關問題皆懸而未決），仍然在第6.2、6.4及6.8條有所推進而奠定了實施基礎。可惜在如何展開「全球盤點」（GST）結果的新對話模式以及減緩工作的方案都進展甚微；聯合國氣候變遷執行秘書賽門·史提爾（Simon Stiell）表示：「不要把最難的工作留到最後一刻，在COP29之前仍需進一步努力來解決相關問題。」
2024年7月，亞塞拜然成立「氣候資金行動基金」（CFAF），預計每年從化石燃料生產國及公司籌集10億美元，投資於可再生能源，並支持發展中國家的氣候項目，其中50%將用於協助成員實現攝氏1.5度溫控目標的NDCs；20%將提撥給「快速應對資金機制」（2R2F），以應對災害支援。基金收益會再循環投資，而非當成私人或政府的獲利。

### 聯合國環境署《2024排放差距報告》

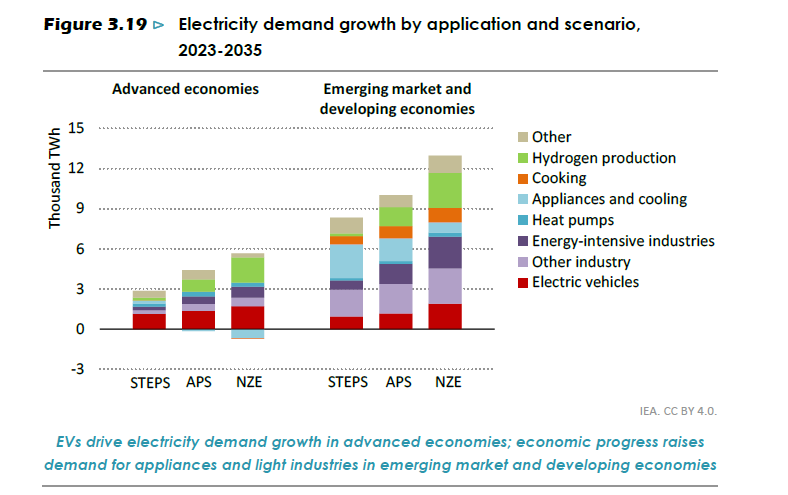
2023至2035年電力需求增長—按應用方式和WEO三大場景來劃分：先進經濟體的電力需求增長主要來自於電動車；而新興市場和發展中經濟體的電力需求增長，則來自於經濟發展所帶來的家電及輕工業需求。（國際能源署，《2024世界能源展望》）

2024年10月，聯合國環境署（UNEP）發布了《2024排放差距報告》，開宗明義指出：「各國正在擬定新的氣候承諾，但是言談與現實間落差極大，請別再空談了！」《2024排放差距報告》統整各國因應氣候變遷的承諾並對照所需採行的措施後發現，若各國政府再不採取更積極的減少碳排行動，全球氣溫在本世紀結束前，將比工業革命開始前高出超過攝氏3.1度，遠超出《巴黎氣候》協議的攝氏1.5度目標一倍多。聯合國秘書長安東尼奧古特雷斯表示：「排放量增加和日益頻繁且嚴重的氣候災害之間存在直接聯繫。在世界各地，人們正付出慘痛的代價。我們一直在玩火自焚，但是不能再虛擲光陰，我們沒時間了。要縮小排放差距，必須在雄心、履行承諾以及氣候資金等方面都縮小差距，就從COP29開始吧。」
以下是《2024年排放差距報告》的重點摘要：
1. 全球GHG排放持續增長：2023年全球GHG排放量創下新高，達到57.1億噸二氧化碳當量（GtCO2e），較2022年增加1.3%，增幅超越COVID-19疫情前的十年（2010-2019）年均增長率；能源、交通、工業等是排放的主要來源。:XII, 5
2. 排放不均：二十大工業國（G20）佔全球GHG總排放的77%，而最不發達國家僅佔3%。以人均GHG排放量來看，美國（18噸CO2當量）以及俄羅斯（19噸CO2當量）都幾乎是全球平均（6.6噸CO2當量）的三倍，而最不發達的47個國家，人均GHG排放量只有1.5噸。:XIII, 10-12
3. 淨零承諾與進展有限：初版國家自主貢獻（NDCs）即是高峰，之後各國在雄心及行動上皆停滯不前，儘管90%締約國在COP26前更新了2030年的NDC目標，但承諾仍然不夠加上政策實施落後，難以實現2030年及2035年減排要求。:XIII-XIIII
4. G20邁向淨零排放的隱含軌跡令人擔憂：除了墨西哥及非洲聯盟，G20皆設定了淨零排放目標，但政策缺乏實施計劃。此外，達到排放峰值是實現淨零的前提，對於尚未達到排放峰值的七個成員國來說，儘早在較低水平上達到排放峰值然後快速減排，是當前淨零重點；對於已達到排放峰值的十個成員國來說，加強行動並超額完成2030年NDC目標，方能實現淨零目標。:XV
5. 2030年及2035年的排放差距依舊巨大：根據目前承諾，2030年及2035年NDC目標與《巴黎協定》1.5°C及2°C溫控目標之間的排放差距仍然很大；時間流逝對於深度減排有重大影響，全面實施無條件NDCs及有條件NDCs的情形，也牽動著達到溫控目標的機率及場景。:XV-XVI
6. 延遲行動的風險：自2020年以來行動遲緩，不但使碳預算減少，也增加了限制升溫的難度及風險。:XVII
7. 立刻行動十分重要：按照現行政策，全球溫度將上升至3.1°C；若完全實施無條件NDCs，升溫將降至2.8°C；若完全實施有條件NDCs，升溫將降至2.6°C（都至少有66%的機會）；但是在這三種情境下，將全球變暖限制在1.5°C的機會幾乎為零。這些預測強調立即採取行動的迫切性，以及加強實現NDCs中的有條件元素的必要。:XVIII
8. G20責無旁貸：G20如果能超出全球平均來加速減排，並對發展中國家提供資金及技術支持，既符合成本效益，也可促進公平。:XVIII-XIX

9. 2030年和2035年的減排潛在效果巨大，但是切記時不待人：如果下一輪的NDCs之各部門目標及計劃能夠更具雄心且多方投資，其技術經濟上的減排潛力足以填補2030年和2035年的排放差距。例如增加太陽能及風能、減少森林砍伐、增加再造林和改善森林管理，乃至於改善使用者設施、能源效率措施以及在建築、運輸和及工業部門的進行電氣化及燃料轉換等。:XIX-XX

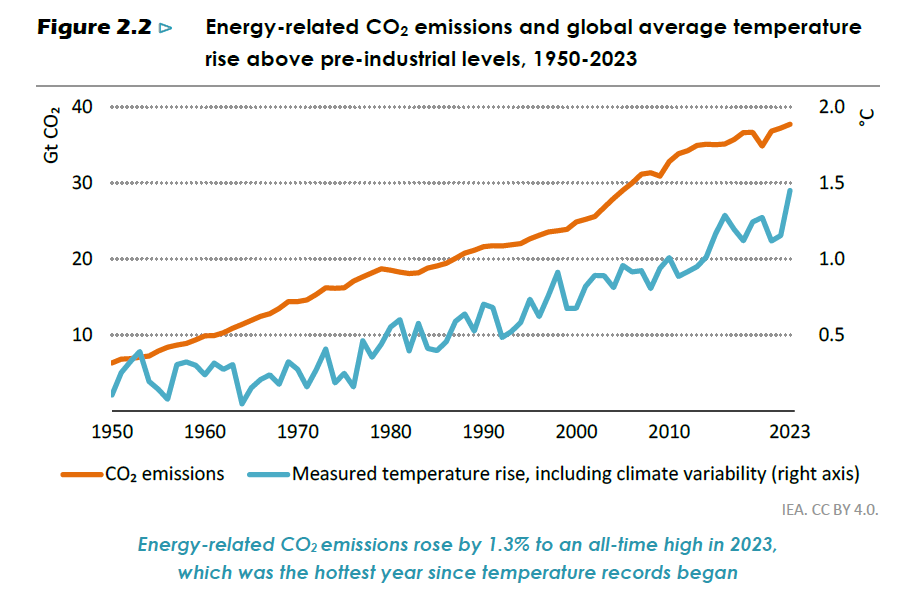
2023年能源相關之二氧化碳排放量上升了1.3%，創歷史新高（37.7億噸二氧化碳當量）；2023年也是有史以來最熱的一年。（國際能源署，《2024世界能源展望》）

### 國際能源署《2024年全球能源展望》
2024年10月，國際能源署發布《2024年全球能源展望》，聚焦於當前全球能源面臨的挑戰與轉型機遇，探討三大關鍵主題：
1. 能源安全：地緣政治持續緊張（如中東衝突、烏俄戰爭）對能源穩定供應造成嚴峻威脅，全球能源供應鏈脆弱，尤其清潔能源供應鏈高度集中，使能源中斷的風險提升。未來的能源安全策略必須涵蓋電力部門的穩定轉型及清潔能源供應鏈的韌性建設。[49]:15-16
2. 清潔能源轉型加速：政策與產業策略推動著清潔能源轉型步伐加速，也增加短期不確定性。清潔能源技術固然迅速增長，但發展速度及效果在不同地區差異頗大，例如中國在2023年全球可再生能源之新增容量上就佔了60%，而2024年上半年歐洲的熱泵銷售卻大幅下降。[49]:16-18
3. 能源市場競爭：隨著石油和天然氣供應增加，化石燃料和清潔能源之間的市場競爭將加劇。清潔能源技術成本降低可增加使用意願，減少依賴價格波動較大的化石燃料。[49]:18-20

《2024年全球能源展望》並展望2050年的三個能源場景：:69-78
1. 現行政策情境（STEPS）：在目前已公布的能源政策下，預計全球三大化石燃料需求將在2030年達到峰值，之後清潔能源成為電力需求增長的主要來源。
2. 承諾目標情境（APS）：如果各國達成了所承諾的氣候目標，則清潔能源需求將快速增長，而全球碳排放量將顯著下降。
3. 2050淨零排放情境（NZE）：若要達成全球溫控攝氏1.5度以內的路徑，要再加大力度投資清潔能源，並實施快速、公平的化石燃料替代方案。。

《2024年全球能源展望》洞察到電力需求快速增長，每年全球新增的電力需求相當於世界十大城市的用電量總和，故清潔電力即是未來。期待各界加強政策推動及技術創新，以確保全球達成《巴黎協定》目標並應對氣候變遷的挑戰。:3

## 會議期間

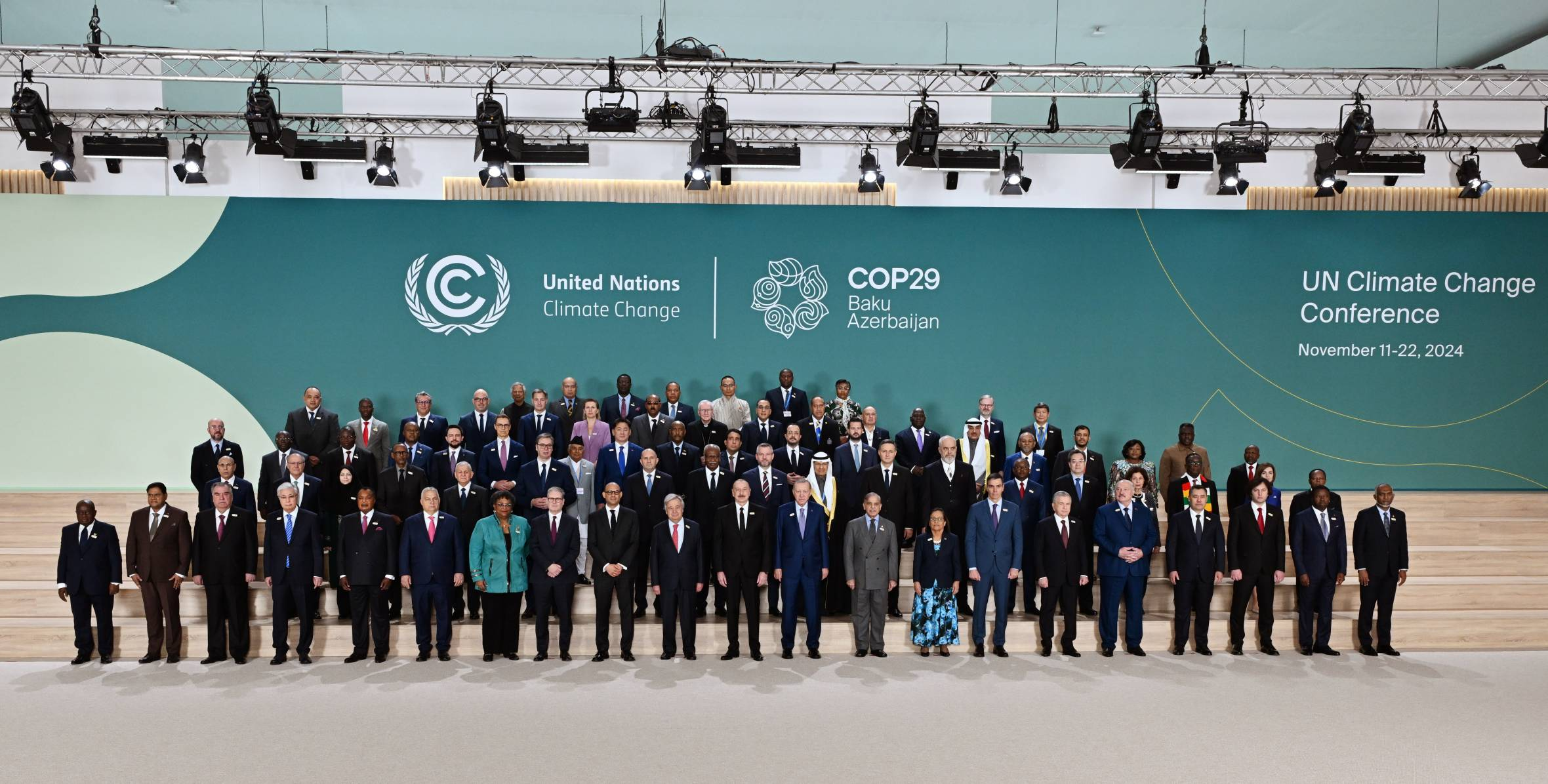
COP29「世界領袖氣候行動峰會」開幕典禮，亞塞拜然總統伊利哈姆·阿利耶夫、聯合國秘書長安東尼奧·古特雷斯、與會各國元首、長官及代表們合影。

11月11日，COP29 主席穆赫塔爾．巴巴耶夫宣布峰會開幕，提出計劃希望各國增強雄心並採取行動：「《巴黎協定》簽署後即將屆滿十年，我們應趁著COP29期間檢驗多邊氣候體系的承諾，會前各方已就《巴黎協定》第 6.4 條之碳信用額創建標準達成共識是個好兆頭；COP29 的首要談判重點是新的氣候融資目標，融資需求近數兆美元，但目前公共部門能動用的只有數千億美元，落差很大，但是不作為的代價更大。」聯合國氣候變遷執行秘書賽門·史提爾在開幕式上發言，重申設定新的氣候資金目標、堅守攝氏1.5度溫控目標以及投資清潔能源的重要，呼籲大家別把氣候融資當成慈善事業，而是符合各國利益的事業。

## 決議草案

### 新集體量化目標（NCQG）
COP29通過「巴庫融資目標」：由已開發國家帶頭，2035年前每年籌措至少3,000億美元的核心融資，以帶動所有公私部門的資源，達成每年1.3兆美元的融資目標，並優先支持最不發達國家及開發中的小島嶼國家。但是印度、尼日及開發中國家聯盟部分成員拒絕此項決議，認為這是已開發國家一廂情願的協議，過程中並未尊重其他成員國的看法，協議目標也遠遠不足以解決全球氣候危機。

### 全面落實《巴黎協定》第六條
推動聯合國全球碳市場機制，預計每年可替各國實施國家氣候計畫 (NDC) 節省2,500億美元的成本。COP29讓國際雙邊碳交易（巴黎協定第6.2條）及全球碳市場機制（巴黎協定第6.4條）得以推進，針對國際間減排成果（ITMO）授權、透明度、核查、碳市場的規則、方式及相關程序都加以補充。

### 「損失和損害」基金
與基金董事會及世界銀行密切合作，確保基金的運作，並簽訂多項相關決議。

### 其他

#### 巴庫氣候財務、投資與貿易倡議（BICFIT）對話
COP29主席團召集聯合國機構、國際組織、多邊開發銀行、多邊氣候基金及利益相關者等等，共同確保財務、投資及貿易在氣候議程的核心地位。

#### COP29綠色數位行動宣言
超過75個政府和1,100多名數位科技成員支持，運用數位工具減少碳排並加強氣候韌性。

#### 氣候與健康永續聯盟
COP26～COP30五屆的主席團與世界衛生組織總幹事共同推動將健康納入氣候議程，並倡導將健康作為未來COP會議的核心議題之一。

#### COP29氣候行動水資源宣言
超過50國的支持者共同參與，倡導將水資源的減緩與適應措施納入國家氣候政策。

## 批評
某些人權活動家及政治分析師對於亞塞拜然主辦COP29提出批評，因為該國違反國際法規定的人權標準。美國企業研究院（AEI）資深研究員暨前美國國防部官員邁克爾·魯賓（Michael Rubin）認為亞塞拜然成功爭取主辦COP29可能會適得其反:「魚子醬外交及公關公司的宣傳口號或許能動搖那些天真無知或容易收買的人，但同時也會讓該國的寄生主義、貪腐及人權問題昭然若揭。」

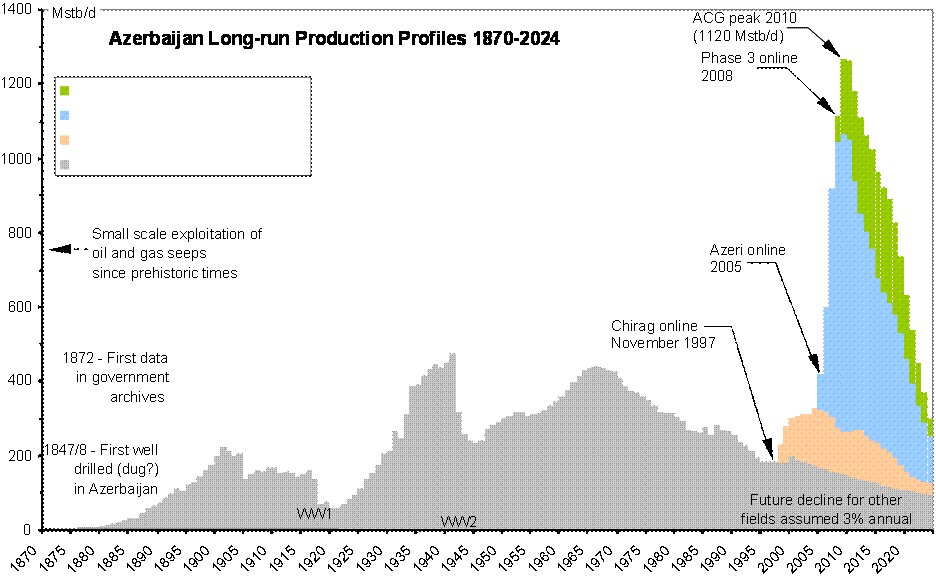
亞塞拜然石油生產趨勢（1870～2024）

溝通策略師Stephan Pechdimaldji說:「與會者出席巴庫的COP29時，他們也就抵達當地科學家口中『世上生態環境被摧殘得最嚴重的地區—阿普歇倫半島』。」Simon Maghakyan刊於《時代雜誌》的文章將亞塞拜然形容為「專制的石油強權國家」，該國虛偽的環保主義毋寧是在「嘲諷人類身為物種所面臨的存亡危機」，也「破壞了當前世界最重要之事業的可信度」。美國國際貿易管理局（ITA）的數據顯示，2022年石油及天然氣生產占亞塞拜然GDP的50%，占出口收入的92.5%。
2024年11月15日，由國際NGO全球見證（Global Witness）、企業問責（Corporate Accountability）及歐洲企業觀察站（Corporate Europe Observatory）等團體所組成的「驅逐大污染者聯盟」（Kick Big Polluters Out, KBPO）指出，獲准參加COP29的化石燃料遊說者至少有1,773人，如果他們是代表團，規模僅次於亞塞拜然（2,229人）、COP30主辦國巴西（1,914人）及土耳其（1,862人），相較之下，十大最容易受氣候影響的國家總共才派出1,033名代表。